# Thời kỳ Chuyển tiếp thứ Nhất của Ai Cập
Thời kì Chuyển tiếp thứ Nhất của Ai Cập hay Thời kì Trung gian thứ Nhất là một khoảng thời gian trong lịch sử Ai Cập, thường được mô tả như một "thời kì đen tối" của Ai Cập cổ đại. Thời kì này kéo dài khoảng một trăm hai mươi lăm năm, từ khoảng năm 2181-2055 trước Công nguyên, sau khi kết thúc của Thời kì Cổ Vương quốc Ai Cập. Nó bao gồm những Vương triều thứ Bảy và Tám, Chín, Mười, và một phần của Vương triều thứ Mười một của Ai Cập. Rất ít bằng chứng đầy đủ còn nguyên vẹn đến ngày nay từ thời kì này, đặc biệt là các cuộc đấu tranh đối đầu giữa các vương triều. Thời kì Chuyển tiếp thứ Nhất của Ai Cập là một thời gian động trong lịch sử mà các quy tắc của Ai Cập cổ đại được khoảng chia giữa hai cạnh tranh điện căn cứ. Một trong những thành thị cư trú của người Ai Cập là tại Heracleopolis, Hạ Ai Cập, một thành phố phía nam của khu vực Faiyum. Một thành phố khác là Oedipus ở Thượng Ai Cập. Người ta tin rằng trong thời gian này, các ngôi đền, cung điện đã bị cướp và phá huỷ, nhiều tác phẩm nghệ thuật đã bị phá hoại nghiêm trọng và những bức tượng của các vị vua đã bị vỡ, phá hủy như là một kết quả của sự hỗn loạn chính trị trong vương quốc. Hai vương quốc cuối cùng đi vào cuộc xung đột với người Theban, vị vua đã chinh phục được miền bắc, làm nên sự thống nhất của Toàn Ai Cập trong suốt phần thứ hai của Vương triều thứ 11.

## Sự thành lập của Thời kỳ Chuyển tiếp thứ Nhất
Sự sụp đổ của Cổ Vương quốc thường được miêu tả là một khoảng thời gian hỗn loạn và chiến tranh liên miên, bởi một số tài liệu từ đầu Thời kỳ Chuyển tiếp thứ Nhất, nhưng chủ yếu là của văn học ở kế tiếp thời đại của Ai Cập cổ đại, lịch sử. Nguyên nhân đó đã làm cho vương quốc bị sụp đổ rất nhiều, nhưng một số chỉ là giả thuyết. Một trong những lý do đó là trích dẫn từ thời kỳ rất dài, triều đại của vua Pepi II, vị pharaon cuối cùng của Vương triều thứ 6. Ông đã cai trị lúc còn rất trẻ cho đến khi ông già (ít nhất là có thể chín mươi tuổi), sống lâu hơn nhiều người thừa kế của mình và do đó, tạo ra vấn đề xung đột về người kế vị trong gia đình hoàng gia, gây sự lấn chiếm ngôi vị. Vì vậy, chế độ Cổ Vương quốc tan rã và một thời đại mới ra đời. Một vấn đề lớn là sự gia tăng sức mạnh của các tỉnh nomarch. Thời cuối của Cổ Vương quốc. Người nomarch đã trở thành người Ai Cập, vì vậy, gia đình hoàng gia thường tổ chức vào cấp độ quyền lực tương ứng của tỉnh. Những người nomarch trở nên ngày càng mạnh mẽ và có tầm ảnh hưởng lớn hơn, họ trở nên độc lập từ nhà vua mình. Họ dựng lên ngôi mộ cho riêng mình và có lực lượng quân đội hùng hậu. Sự nổi lên của nhiều người nomarch chắc chắn đã tạo ra các vụ xung đột giữa các tỉnh lân cận, thường dẫn đến cạnh tranh khốc liệt và những cuộc nội chiến. Lý do thứ ba khiến Cổ Vương quốc giải thể tập trung vương quyền được nhắc đến là độ cao thấp của mực nước sông Nin. Việc ngập nước gây lũ lụt có thể dẫn đến sự biến đổi khí hậu và ảnh hưởng nặng nề đến nền nông nghiệp lúc bấy giờ, gây ra nạn đói trên Toàn bộ Vương quốc Ai Cập cổ đại.

## Sự kết thúc Thời kỳ Chuyển tiếp thứ Nhất
Sự kết thúc của Thời kỳ Chuyển tiếp thứ Nhất là được cho vào thời điểm khi Mentuhotep II của Vương triều thứ 11 đã đánh bại người Heracleopolitan, vua của Hạ Ai Cập và thống nhất Ai Cập dưới một thời kỳ cai trị quân chủ mới.